# Wolkenstein, Erzgebirgskreis
Wolkenstein är en stad  i Landkreis Erzgebirgskreis i förbundslandet Sachsen i Tyskland. Staden har cirka 3 800 invånare.

## Historia
Borgen och ortens äldsta delar ligger på ett berg vid floden Zschopau. De nämns 1241 för första gången i en urkund och 1323 fick samhället stadsrättigheter. Delar av den medeltida ringmuren är bevarade. Företagslivet är blandat med medelstora industrier och hantverkare.
Wolkenstein drabbades flera gånger av stadsbränder och under Trettioåriga kriget blev staden sju gånger intagen av främmande arméer. Orten fick 1866 anslut till järnvägslinjen Chemnitz – Annaberg och 1892 öppnades en smalspårig linje till Jöhstadt. Under samma tid upptäcktes en varm källa nära staden och 1926 övergick badanläggningen i stadens ägo.

## Vänorter
Wolkenstein har följande vänorter:
- Bad Bentheim, Niedersachsen, Tyskland
- Ruppertshofen, Baden-Württemberg, Tyskland
- Postoloprty, Tjeckien